# Маріо Чурич
Маріо Чурич (хорв. Mario Ćurić, нар. 28 вересня 1998, Спліт, Хорватія) — хорватський футболіст, півзахисник російського клубу «Торпедо» (Москва).

## Ігрова кар'єра

### Клубна
Маріо Чурич народився у місті Спліт і є вихованцем футбольної академії місцевого клубу «Хайдук». З 2017 року Маріо грав за дублюючий склад «Хайдука». У 2018 році Чурич перейшов до клубу «Солін», з яким один сезон провів у Першій лізі. 
Влітку 2019 року футболіст приєднався до іншого клубу Першої ліги «Шибеник». З яким вже у першому ж сезоні виграв турнір Першої ліги і 15 серпня 2020 року у матчі проти «Рієки» Чурич дебютував у вищому дивізіоні хорватського футболу.
8 вересня 2022 року Маріо Чурич перейшов до московського «Торпедо» і 17 вересня зіграв першу гру у чемпіонаті Росії.

### Збірна
У червні 2023 року Маріо Чурич провів одну гру у складі збірної Хорватії (U-23).

## Досягнення
Шибеник
- Переможець Другої ліги: 2019/20